# Джаспер (Техас)
Джаспер (англ. Jasper) — город в США, расположенный в восточной части штата Техас, административный центр одноимённого округа. По данным переписи за 2010 год число жителей составляло 7590 человек, по оценке Бюро переписи США в 2015 году в городе проживало 7619 человек.

## История

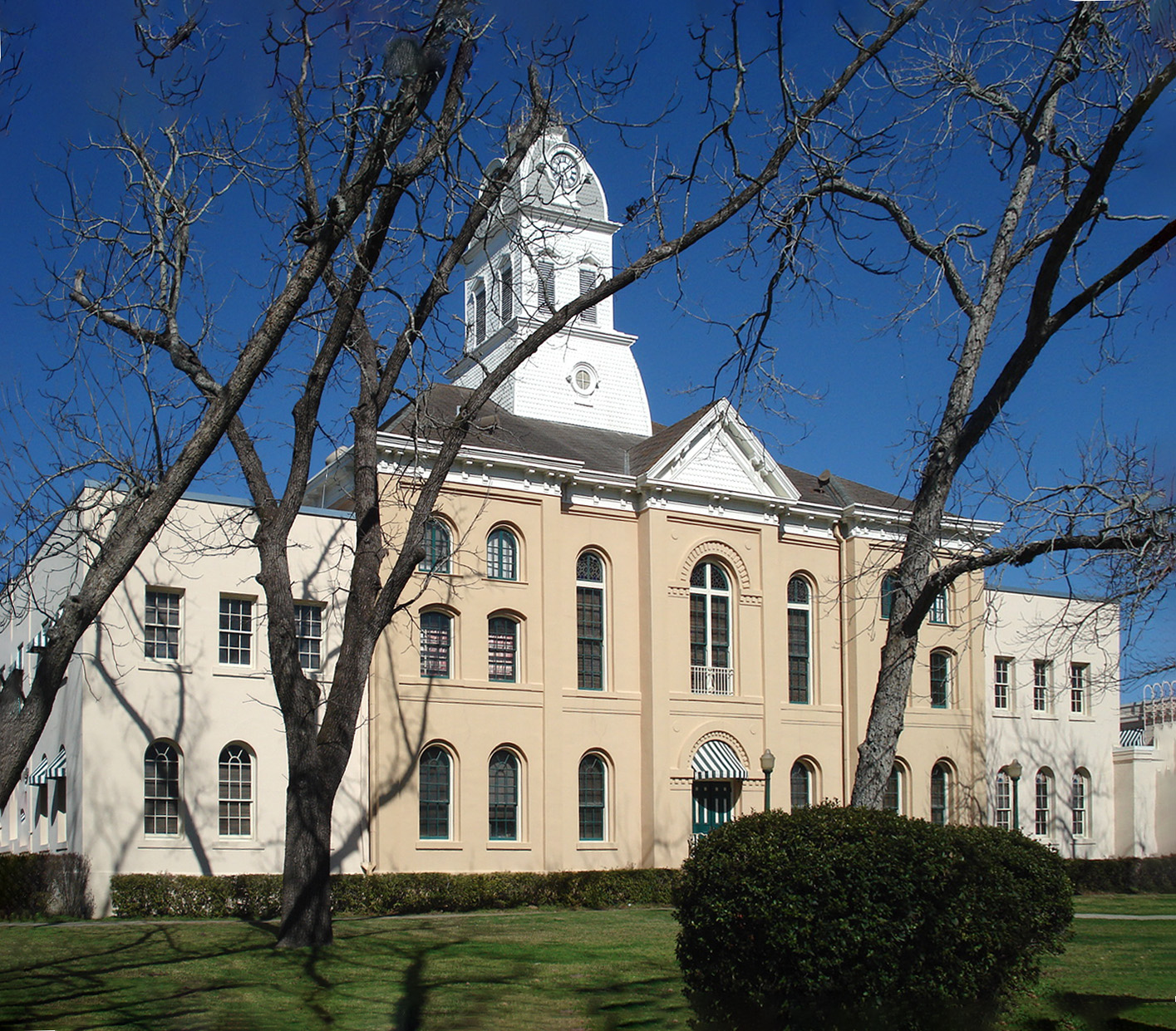
Здание окружного суда Джаспера

Первым поселенцем в регионе стал Джон Бивил, переехавший около 1924 года. К 1830 году в поселении, называвшемся Сноу-Ривер или Поселение Бивила насчитывалось около 30 семей. В 1835 году город получил новое название в честь известного солдата войны за независимость США Уильяма Джаспера. В 1844 году город стал административным центром одного из 23 первоначальных округов Техаса.
В 1846 году в Джаспере открылось почтовое отделение. Во время гражданской войны в Джаспере располагался военный склад сил Конфедерации. До войны в городе работала высшая мужская и женская школа, позже переименованная в мужской и женский колледж юго-восточного Техаса и коллегиальный институт Джаспера. С 1865 года в городе выпускалась газета «Jasper News-boy».
Основными источниками доходов региона были продажа хлопка, шкур и сосновых брёвен. С приходом в город железной дороги Gulf, Colorado and Santa Fe Railway в начале XX века, Джаспер превратился в центр по производству лесоматериалов. Джаспер служил штаб-квартирой отдельных проектов управления Lower Neches Valley Authority, включая строительство дамб в Таун-Блаффе и Мэги-Бэнд на реке Анджелина.
В июне 1998 года в городе произошло громкое расистское убийство афроамериканца Джеймса Бёрда, послужившее одним из поводов для принятия в 2009 году закона о преступлениях на почве ненависти «Matthew Shepard and James Byrd Jr. Hate Crimes Prevention Act».
25 сентября 2005 года на Джаспер обрушился ураган Рита, нанёсший округу ущерба более чем на 7 миллионов долларов.
В 2012 году Джаспер вновь попал в заголовки национальных новостей. В городе шла борьба за назначение, а затем увольнение первого чернокожего шефа полиции, Родни Пирсона. Чтобы уволить Пирсона, были отозваны права у двух членов городского совета афроамериканского происхождения. Необременённый требованиями закона о правах избирателей, Джаспер продолжает расширяться за счёт территорий, преимущественно населённых белыми американцами, что не помогает городу в борьбе с расизмом.

## География
Джаспер находится в северной части округа, его координаты: 30°55′22″ с. ш. 93°59′36″ з. д..
Согласно данным бюро переписи США, площадь города составляет около 27,1 км2, практически полностью занятых сушей.

### Климат
Согласно классификации климатов Кёппена, в Джаспере преобладает влажный субтропический климат (Cfa).
| Показатель                    | Янв.  | Фев.  | Март | Апр. | Май  | Июнь | Июль | Авг. | Сен. | Окт. | Нояб. | Дек.  | Год   |
| ----------------------------- | ----- | ----- | ---- | ---- | ---- | ---- | ---- | ---- | ---- | ---- | ----- | ----- | ----- |
| Абсолютный максимум, °C       | 32,2  | 30    | 32,2 | 36,7 | 36,1 | 38,3 | 40   | 40,6 | 40,6 | 36,7 | 34,4  | 30,6  | 40,6  |
| Средний суточный максимум, °C | 16,6  | 18,3  | 21,9 | 26,2 | 29,4 | 32,5 | 33,8 | 33,8 | 31,7 | 27,6 | 21,8  | 18,4  | 26    |
| Средняя температура, °C       | 9,9   | 11,6  | 14,9 | 19,6 | 23,1 | 26,1 | 27,4 | 27,3 | 25,2 | 20   | 14,6  | 11,4  | 19,2  |
| Средний суточный минимум, °C  | 3,2   | 4,7   | 7,9  | 13,1 | 16,6 | 19,6 | 21,1 | 20,8 | 18,5 | 12,4 | 7,5   | 4,2   | 12,4  |
| Абсолютный минимум, °C        | −14,4 | −11,7 | −8,3 | −2,8 |      | 7,8  | 10,6 | 12,8 | 1,1  | −5,6 | −5,6  | −10,6 | −14,4 |
| Норма осадков, мм             | 112   | 116   | 108  | 104  | 122  | 130  | 105  | 94   | 104  | 95   | 125   | 129   | 1344  |
| Источник: weatherbase.com     |       |       |      |      |      |      |      |      |      |      |       |       |       |

## Население
Согласно переписи населения 2010 года в городе проживало 7590 человек, было 2890 домохозяйств и 1892 семьи. Расовый состав города: 45,8 % — белые, 44,4 % — афроамериканцы, 0,4 % — коренные жители США, 1,5 % — азиаты, 0 % (0 человек) — жители Гавайев или Океании, 6 % — другие расы, 1,9 % — две и более расы. Число испаноязычных жителей любых рас составило 10,8 %.
Из 2890 домохозяйств, в 38,5 % живут дети младше 18 лет. 38,9 % домохозяйств представляли собой совместно проживающие супружеские пары (17 % с детьми младше 18 лет), в 22,3 % домохозяйств женщины проживали без мужей, в 4,3 % домохозяйств мужчины проживали без жён, 34,5 % домохозяйств не являлись семьями. В 30,7 % домохозяйств проживал только один человек, 12,8 % составляли одинокие пожилые люди (старше 65 лет). Средний размер домохозяйства составлял 2,54 человека. Средний размер семьи — 3,2 человека.
Население города по возрастному диапазону распределилось следующим образом: 32,2 % — жители младше 20 лет, 23,2 % находятся в возрасте от 20 до 39, 29,3 % — от 40 до 64, 15,3 % — 65 лет и старше. Средний возраст составляет 34,9 года.
Согласно данным опросов пяти лет с 2011 по 2015 годы, средний доход домохозяйства в Джаспере составляет 28 431 доллар США в год, средний доход семьи — 42 188 долларов. Доход на душу населения в городе составляет 14 617 долларов. Около 25,2 % семей и 31,1 % населения находятся за чертой бедности. В том числе 38,9 % в возрасте до 18 лет и 19,4 % в возрасте 65 и старше.

## Местное управление
Управление городом осуществляется мэром и городским советом, состоящим из пяти человек. Четыре члена совета выбираются по районам и один — всем городом. Один из членов совета назначается заместителем мэра. Назначаемыми позициями в администрации города являются: 
- Сити-менеджер
- Городской секретарь

- Помощник городского секретаря

- Финансовый директор

## Инфраструктура и транспорт

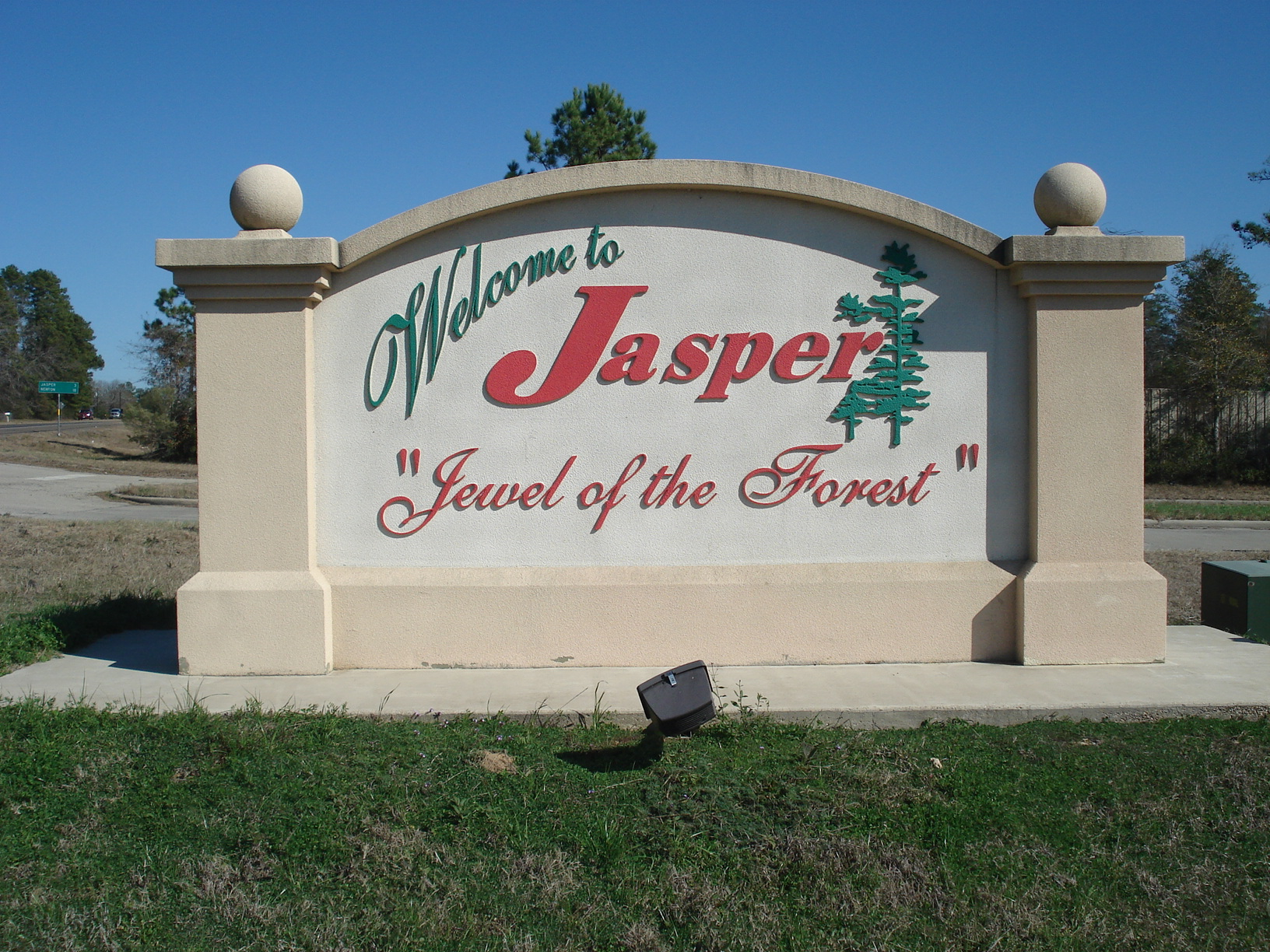
Приветственный знак на автомагистрали 190 США

Через Джаспер проходят автомагистрали США 96 и 190, а также автомагистраль 63 штата Техас.
В городе располагается аэропорт округа Джаспер — Белл-Филд. Аэропорт располагает одной взлётно-посадочной полосой 1676 метров. Ближайшим аэропортом, выполняющим коммерческие рейсы, является региональный аэропорт Джека Брукса в Бомонте. Аэропорт находятся примерно в 135 километрах к югу от Джаспера.

## Образование
Город обслуживается независимым школьным округом Джаспер. В городе действует чартерная школа Vista Academy of Jasper.
В Джаспере находится филиал колледжа Ангелины.

## Экономика
Согласно финансовому отчёту за 2015—2016 финансовый год, Джаспер владел активами на $67,89 млн, долговые обязательства города составляли $13,41 млн. Доходы города в 2016 году составили $32,19 млн, а расходы — $23,92 млн.

## Отдых и развлечения
Рядом с городом располагаются два водохранилища и озеро. Водохранилище Сэм-Рейберн является крупнейшим, находящимся целиком в штате Техас и привлекает тысячи туристов. Вторым водохранилищем рядом с городом является Толедо-Бенд. К западу от города располагается озеро Штайнхаген.
В Джаспере проводится ряд ежегодных развлекательных мероприятий, включая фестиваль азалий в марте, авиашоу в апреле, родео в мае, празднование дня независимости 4 июля, а также осенний фестиваль в октябре.

## Город в популярной культуре
Событиям 1998 года посвящён фильм «Jasper, Texas», вышедший в 2003 году.